# Gob (EP)
Gob è l'EP di debutto dell'omonimo gruppo musicale canadese, pubblicato nel 1994 dalla Positive e dalla Landspeed Records.

## Tracce
1. Custer's Last One Night Stand – 1:51
2. Cleansing – 1:31
3. Fuck Off – 1:25
4. You – 1:40
5. Low Self Esteem – 1:22
6. Tested – 1:41
7. Abuse Me, Please – 2:01
8. Losing Face – 1:25
9. One Size Fits All – 1:28

## Formazione
- Tom Thacker – chitarra, voce
- Theo Goutzinakis – chitarra, voce
- Kelly Macauley – basso
- Patrick "Wolfman Pat" Paszana – batteria, percussioni